# Ektopodontidae
Ектоподонові (Ektopodontidae) — родина ссавців з групи Кускусовиді (Phalangeriformes) когорти сумчастих (Marsupialia), відома за викопними рештками часів від пізнього олігоцену/раннього міоцену в ранньому плейстоцену. Відома майже виключно за своїми екстраординарними зубами. Верхівка їх відносно великих кутніх зубів, як верхи і знижує, складається з двох поперечних рядів з до дев'яти коротких, поздовжніх гребенів. Їхній раціон складався ймовірно з м'якого рослинного матеріалу, можливо, фруктів, але нічого насправді не відомо про їхні звички та середовище існування. Немає хороших аргументів для встановлення відносин ектоподонових з будь-якою конкретною родиною з ряду кускусоподібних, і при цьому немає жодної близької до їх структури зуба у сучасних тварин.

## Систематика
Родина налічує 2 роди.
Родина Ектоподонові (Ektopodontidae)
- Рід †Ektopodon
  - Вид † Ektopodon litolothus
  - Вид † Ektopodon serratus
  - Вид †Ektopodon stirtoni
- Рід †Chunia
  - Вид †Chunia illuminata
  - Вид †Chunia omega